# Vlaamse top 30 van Ultratop
De Vlaamse top 30 van Ultratop is een hitlijst die deel uitmaakt van de Vlaamse Ultratop. Het is de enige officiële lijst van Vlaamse singles.
Tot 2012 zond Radio2 elke zondagmiddag de tien bestverkochte Vlaamse singles uit in een rubriek over de Vlaamse top 10 in het programma Viva Vlaanderen. Vanaf het najaar van 2012 werd de Vlaamse top 10 een volwaardig programma op Radio 2, gepresenteerd door Christoff. In 2014 werd het programma uitgebreid en omgedoopt tot De Vlaamse Ultratop 50. Christoff bleef de vaste presentator, maar vanaf 2016 werd het programma ook regelmatig gepresenteerd door Gene Thomas. Van 2019 tot 2023 was Iris Van Hoof de vaste presentatrice. Sinds 2023 presenteert Peter Hermans het programma.
In 2021 werd de lijst ingekort van 50 naar 30 nummers.

## Record

### Langstgenoteerd op de eerste plaats
t.e.m. 18/8 

Een overzicht van de top 15 singles die het langst op nummer 1 stonden in de Vlaamse Top 50:

| Single met hitnotering(en) in de Vlaamse Ultratop 50    | Datum van verschijnen | Datum van binnenkomst | Hoogste positie | Aantal weken | Opmerkingen                            |
| ------------------------------------------------------- | --------------------- | --------------------- | --------------- | ------------ | -------------------------------------- |
| Kom wat dichterbij (Regi, OT, Jake Reese)               | 2020                  | 13-03-2020            | 1 (28wk)        | 60           | Nr. 1 (9wk) in de Ultratop 50 Singles  |
| Wat wil je van mij (Metejoor, Hannah Mae)               | 2022                  | 16-11-2022            | 1 (26wk)        | 110          |                                        |
| Zoutelande (BLØF, Geike Arnaert)                        | 2019                  | 12-10-2019            | 1 (23wk)        | 60           | Nr. 1 (6wk) in de Ultratop 50 Singles  |
| Het midden (Pommelien Thijs)                            | 2024                  | 19-10-2024            | 1 (23wk)        | 44*          | Nr. 1 (4wk) in de Ultratop 50 Singles  |
| Atlas (Pommelien Thijs)                                 | 2025                  | 22-03-2025            | 1 (21wk)        | 21*          | Nr. 1 (16wk) in de Ultratop 50 Singles |
| Horizon (Tourist LeMC)                                  | 2016                  | 04-04-2016            | 1 (20wk)        | 33           |                                        |
| Kvraagetaan (Fixkes)                                    | 2007                  | 24-02-2007            | 1 (19wk)        | 44           | Nr. 1 (16wk) in de Ultratop 50 Singles |
| Nu wij niet meer praten (Jaap Reesema, Pommelien Thijs) | 2020                  | 17-10-2020            | 1 (18wk)        | 89           | Nr. 1 (1wk) in de Ultratop 50 Singles  |
| Spiegel (Tourist LeMC)                                  | 2018                  | 05-10-2018            | 1 (18wk)        | 53           |                                        |
| Het Ploplied (Kabouter Plop)                            | 1998                  | 23-05-1998            | 1 (18wk)        | 29           |                                        |
| Ik wil dat je liegt (Maksim)                            | 2024                  | 23-05-2024            | 1 (18wk)        | 64*          | Nr. 1 (2wk) in de Ultratop 50 Singles  |
| Mee naar boven (Niels Destadsbader)                     | 2018                  | 18-05-2018            | 1 (17wk)        | 49           |                                        |
| Lacht nor mij (Slongs Dievanongs)                       | 2013                  | 01-06-2013            | 1 (16wk)        | 27           |                                        |
| Tele-Romeo (K3)                                         | 2001                  | 16-06-2001            | 1 (16wk)        | 27           | Nr. 1 (6wk) in de Ultratop 50 Singles  |
| Erop of eronder (Pommelien Thijs)                       | 2023                  | 23-04-2022            | 1 (15wk)        | 114*         | Nr. 1 (6wk) in de Ultratop 50 Singles  |
| Dit is wat mijn mama zei (Metejoor)                     | 2022                  | 05-02-2022            | 1 (15wk)        | 105          | Nr. 1 (3wk) in de Ultratop 50 Singles  |
| Een ster (Stan Van Samang)                              | 2015                  | 27-04-2015            | 1 (14wk)        | 52           | Nr. 1 (2wk) in de Ultratop 50 Singles  |
| Mega Mindy Tijd (Mega Mindy)                            | 2007                  | 30-06-2007            | 1 (14wk)        | 39           | Nr. 1 (4wk) in de Ultratop 50 Singles  |

### Meeste nummer 1-hits in de top 30
| Plaats | Artiest            | Aantal |
| ------ | ------------------ | ------ |
| 1      | Christoff          | 16     |
| 1      | K3                 | 16     |
| 3      | Laura Lynn         | 14     |
| 4      | Clouseau           | 12     |
| 5      | Bazart             | 10     |
| 5      | Metejoor           | 10     |
| 7      | Niels Destadsbader | 9      |
| 7      | Pommelien Thijs    | 9      |
| 8      | De Romeo's         | 8      |
| 8      | Lindsay            | 8      |
| 11     | Tourist LeMC       | 6      |

### Meeste weken op 1 in de top 30
t.e.m. 18/08
| Plaats | Artiest            | Aantal |
| ------ | ------------------ | ------ |
| 1      | Pommelien Thijs    | 108*   |
| 2      | K3                 | 107    |
| 3      | Metejoor           | 84     |
| 4      | Laura Lynn         | 66     |
| 5      | Clouseau           | 55     |
| 6      | Tourist LeMC       | 53     |
| 7      | Bazart             | 51     |
| 8      | Niels Destadsbader | 49     |
| 9      | Christoff          | 45     |
| 10     | Regi               | 44     |